# خوان پرز (بازیکن فوتبال، زاده ۱۹۹۶)
خوان پرز (انگلیسی: Juan Pérez؛ زادهٔ ۱۵ ژوئیهٔ ۱۹۹۶) بازیکن فوتبال اهل اسپانیا است.
از باشگاه‌هایی که در آن بازی کرده‌است می‌توان به باشگاه فوتبال اوساسونا اشاره کرد.